# باستان‌تروگونان
باستان‌تروگونان (نام علمی: Archaeotrogonidae) نام یک تیره از آوندشکلان است.